# Vysoká Pec

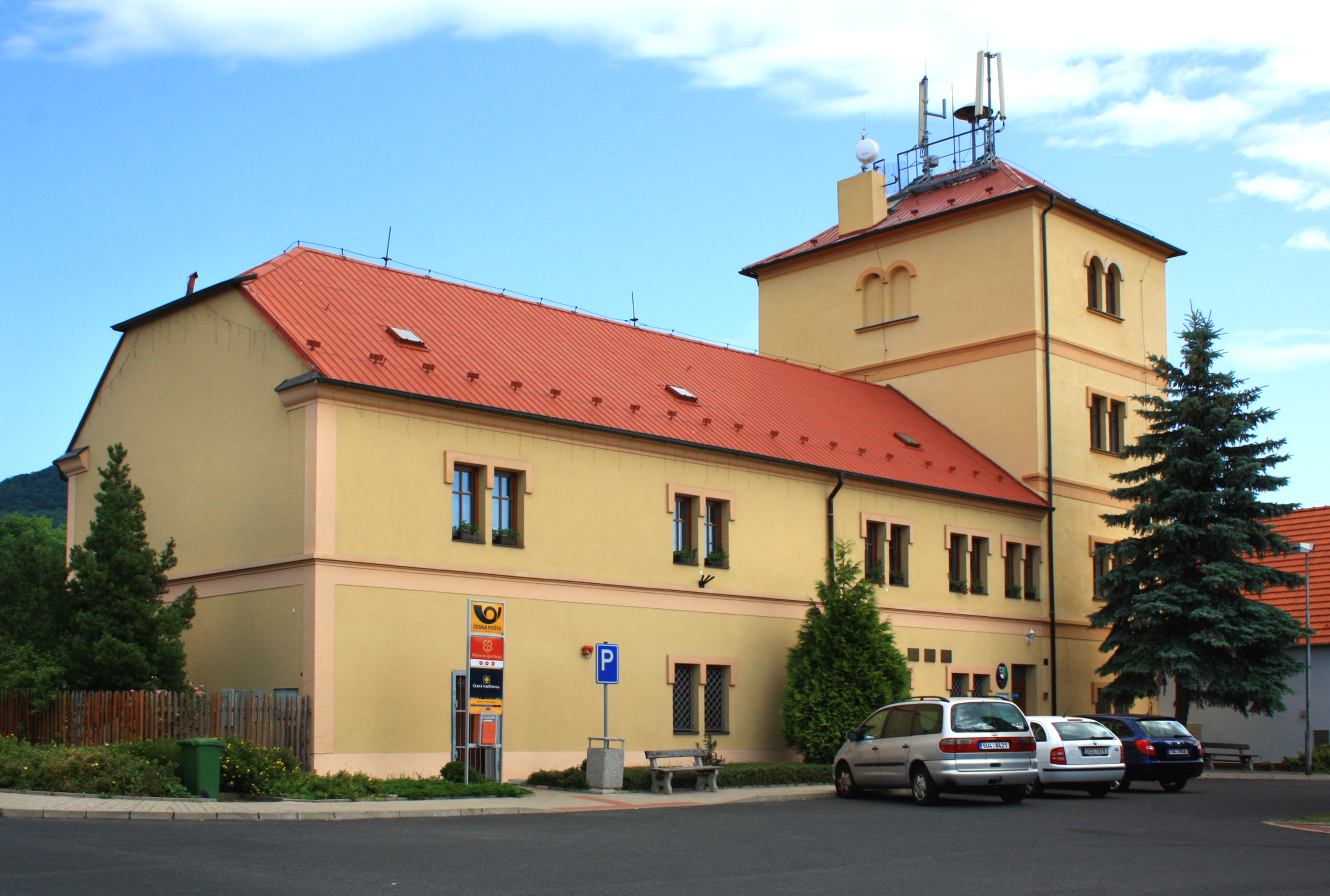
stadhuis

Vysoká Pec, Duits: Hohenofen, is een gemeente in het noord westen van Tsjechië. Er liggen drie dorpen in de gemeente: Vysoká, Drmaly en Pyšná. Die liggen op minder dan tien kilometer van de grens met Duitsland. De gemeente telde 1 174 inwoners in 2024. Het was tot 1945 een plaats met een overwegend Duitstalige bevolking, maar deze Sudeten-Duitsers werden in 1945 en 1946 na de Tweede Wereldoorlog uitgewezen. Tsjechoslowakije werd communistisch.
Bílence · 
Blatno · 
Boleboř · 
Březno · 
Černovice · 
Domašín · 
Droužkovice · 
Hora Svatého Šebestiána · 
Hrušovany · 
Chbany · 
Chomutov · 
Jirkov · 
Kadaň · 
Kalek · 
Klášterec nad Ohří · 
Kovářská · 
Kryštofovy Hamry · 
Křimov · 
Libědice · 
Loučná pod Klínovcem · 
Málkov · 
Mašťov · 
Měděnec · 
Místo · 
Nezabylice · 
Okounov · 
Otvice · 
Perštejn · 
Pesvice · 
Pětipsy · 
Račetice · 
Radonice · 
Rokle · 
Spořice · 
Strupčice · 
Údlice · 
Vejprty · 
Veliká Ves · 
Vilémov · 
Vrskmaň · 
Všehrdy · 
Všestudy · 
Výsluní · 
Vysoká Pec
Abertamy · Andělská Hora · Bečov nad Teplou · Bochov · Boží Dar · Božičany · Bražec · Březová · Černava · Čichalov · Dalovice · Děpoltovice · Doupovské Hradiště · Hájek · Horní Blatná · Hory · Hroznětín · Chodov · Chyše · Jáchymov · Jenišov · Karlsbad (Karlovy Vary) · Kolová · Krásné Údolí · Krásný Les · Kyselka · Merklín · Mírová · Nejdek · Nová Role · Nové Hamry · Ostrov · Otovice · Otročín · Pernink · Pila · Potůčky · Pšov · Sadov · Smolné Pece · Stanovice · Stráž nad Ohří · Stružná · Šemnice · Štědrá · Teplička · Toužim · Útvina · Valeč · Velichov · Verušičky · Vojenský újezd Hradiště · Vojkovice · Vrbice · Vysoká Pec · Žlutice